# I guardiani del tesoro
I guardiani del tesoro è un film per la TV tedesco del 2011 diretto da Iain B. MacDonald con Anna Friel, Raoul Bova e Volker Bruch.

## Trama
Angelo faceva parte della scorta del Papa, ma si era innamorato di una donna che poi si sarebbe rivelata essere un'attentatrice: il complotto è stato sventato, ma Angelo ha rassegnato le dimissioni e da quel momento non ha voluto più saperne delle donne.
Dopo aver accarezzato la possibilità di diventare prete, Angelo decide di entrare nei Guardiani del Tesoro, un'organizzazione della Chiesa che si occupa di recuperare reliquie di inestimabile valore che non devono cadere nelle mani sbagliate.
Ad Angelo viene assegnata un'importantissima missione: recuperare l'anello di Re Salomone che conduce a una miniera di diamanti.
Angelo deve lavorare insieme a Victoria, giovane archeologa dell'università di Oxford: tra i due inizialmente c'è una totale divergenza di opinioni, dovuta al fatto che Victoria è atea e dunque intende procedere seguendo il suo tradizionale approccio scientifico, mentre il religiosissimo Angelo non intende permettere che si profani un talismano dotato di poteri esoterici.
Ai due si unice Luca, fratello di Angelo, un ragazzo che ha sempre vissuto di espedienti e che vuole aiutarli allettato dalla possibilità di trovare i diamanti e potersi così sistemare.
Prima di iniziare la missione Victoria si rivolge a suo padre Teddy, stimato docente di Oxford nonché grande esperto di Re Salomone, per decifrare un manoscritto di cui è entrata in possesso: questo costa a Victoria molta fatica, dato che non parlava con suo padre da diversi anni perché non le era stata vicina quando sua madre è morta.
Durante l'incontro Victoria viene chiamata al telefono, ma al suo ritorno non trova più né suo padre né il manoscritto, ma decide di non dire niente ad Angelo perché altrimenti sospenderebbe la loro missione.
Victoria, Angelo e Luca partono alla volta di un lungo viaggio tra Inghilterra, Italia ed Egitto, talloneggiati da un misterioso gruppo che ha il loro stesso obiettivo, e preda delle terribili visioni che l'anello di Salomone scatena in chi tenta di mettersi sulle sue tracce.

## Distribuzione
In Italia il film è andato in onda in prima visione su Canale 5 nella prima serata del 5 aprile 2012, seguito da 3.690.000 spettatori.